# 鶴見サンマリン
鶴見サンマリン株式会社（つるみサンマリン）は、東京都港区に本社を置き、石油製品タンカーを中心にLPG船やケミカル船・一般貨物船など社船と傭船合わせて約180隻を運航する内航海運業界最大手の企業。内航船の支配下船腹量は業界1位。外航は、中国・韓国・東南アジアを中心にケミカルタンカー・アスファルトタンカー・プロダクトタンカーなどを配船する。

## 概要
2000年に鶴見輸送株式会社（旧三菱石油系）と株式会社サンマリン（旧日本石油系）が合併し誕生した会社である。
この経緯から、現在もENEOS（旧・新日本石油）が筆頭株主であり、同社の持分法適用関連会社である。石油製品の国内輸送では、27%（4,800万キロ）と業界トップシェア。特に電力会社・一般需要家向けを代表とする重油輸送に強みを持つ。新規分野では内航LNG船に進出。
ファンネルマークは白地に赤色で「T」。

## 支店・営業所・駐在所
- 支店 大阪市
- 営業所 名古屋市
- 駐在所 室蘭市・苫小牧市・仙台市・横浜市・倉敷市・岩国市・福岡市・大分市

## 沿革
- 1947年（昭和22年） - 東京都丸の内に鶴見輸送株式会社を資本金195,000円で設立 。
- 1949年（昭和24年） - 三菱石油・日本石油（いずれも後の新日本石油を経て現在のENEOS）および大協石油（現在のコスモ石油）の専属輸送業者となる。横浜出張所（後の横浜支店）開設
- 1950年（昭和25年） - 大阪出張所（現大阪支店）開設 。
- 1953年（昭和28年） - 初の社船となる三宝丸5号（平水170kl積）を建造、外航部門へ進出。
- 1961年（昭和36年） - ケミカル輸送に進出。
- 1962年（昭和37年） - 名古屋出張所（現名古屋営業所）開設。ゼネラル石油（現在のENEOS）と取引開始。
- 1964年（昭和39年） - アスファルト輸送へ進出。
- 1966年（昭和41年） - 子会社・菱栄産業を設立。
- 1968年（昭和43年） - 三菱商事と取引開始
- 1977年（昭和52年） - 本社事務所を東京都港区西新橋の現在地に移転。
- 1979年（昭和54年） - LPG輸送に進出。
- 1982年（昭和57年） - モービル石油（現在のENEOS）と取引開始
- 1983年（昭和58年） - 貨物船部門へ進出。
- 1984年（昭和59年） - 子会社・鶴洋商事設立。東燃（現在のENEOS）と取引開始。
- 1988年（昭和53年） - シンガポールに子会社 CRANE OCEAN-SHIPPING PTE LTD を設立。シンガポール駐在員事務所開設。
- 2000年（平成12年） - サンマリンと合併し鶴見サンマリン株式会社に社名変更。
- 2002年（平成14年） - 横浜支店を廃止し、支店業務を菱栄産業へ移管。ファンネルマーク「T」を商標登録。室蘭駐在開設。
- 2003年（平成15年） - 名古屋支店を名古屋営業所へ組織変更。震災リスク対策として大阪支店にバックアップコンピュータを設置。水島駐在開設。下関駐在廃止。福岡駐在開設。
- 2004年（平成16年） - ISO 9001（品質）、ISO14001（環境）の認証取得。役職員行動規範の制定。
- 2005年（平成17年） - シンガポール駐在員事務所廃止。
- 2006年（平成18年） - 社船「鶴明丸」（3,486トン　5,000kl積）建造。
- 2013年（平成25年） - 内航LNG船「鶴佑丸」建造。
- 2018年（平成30年） - 運航中の「宝運丸」（日之出海運所有）が、台風21号に備えて関空沖で投錨中に強風による走錨を起こし、関西空港連絡橋に衝突。